# Wivina van Bijgaarden

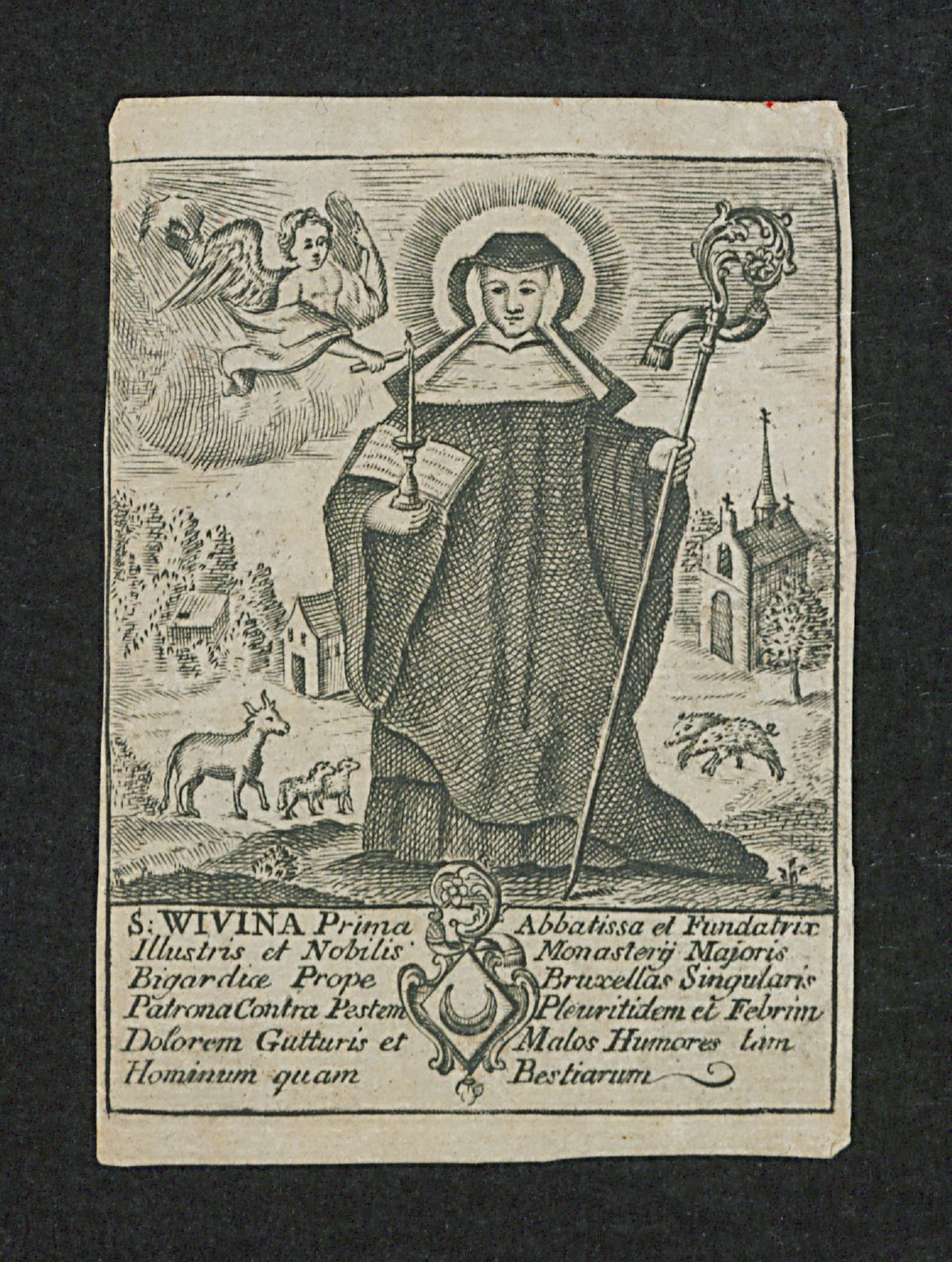
Wivina van Bijgaarden

De heilige Wivina van Bijgaarden (Oisy, 1109 of 1103 - Groot-Bijgaarden, 17 december 1170) was een abdis van het klooster van Groot-Bijgaarden. Volgens een legende bracht zij eens een uitgedoofde kaars weer tot vuur. Over haar levensloop is weinig met historische zekerheid bekend. In 1722 verscheen er een zeldzame biografie over deze lokale heilige.

## Levensloop
Wivina werd geboren in Oisy in het Franse departement Pas-de-Calais en was een dochter van Hugo II van Oisy. Ze zou een bevallig meisje zijn geweest, die door een zekere Richward ten huwelijk was gevraagd. Wivina had echter andere plannen met haar leven en wees hem af en deelde hem mee dat ze liever een leven kuisheid en in dienst van God wilde leven. Ze raadde hem aan hetzelfde te doen. Volgens de overlevering zou Richward vervolgens kluizenaar zijn geworden.
De sage vertelt vervolgens dat Wivina in het jaar 1127 het ouderlijke huis ontvluchtte, om samen met enkele gelijkgestemde zielen een kluizenaars bestaan te leiden in de  bossen nabij Groot-Bijgaarden. Aldaar zouden ze een eenvoudig oratorium en enkele simpele kluizenaarswoningen gebouwd hebben. Hier hield ze er een uiterst gestrenge levenswijze op na met vele verstervingsperiodes. Daarnaast volgde ze een vegetarisch dieet.
Tijdens een reis zou ze gebeden hebben bij het licht van een kaars. Deze zou zijn uitgegaan en op wonderlijke wijze uit zichzelf terug vlam hebben gevat. Een andere anekdote uit de sage is de volgende: "Op een dag bracht de duivel een bezoek aan de abdij van Bijgaarden. Aldaar zou deze aan een zuster hebben opgebiecht dat ie nergens in de christenwereld zulke moeilijke karwij had dan aan Wivina en haar gezellin Emwara. Daar beide uitblonken in religieuze deugd."
In 1143 stichtte ze samen met hertog Godfried III van Leuven het klooster van Groot-Bijgaarden, waarvan zij de eerste abdis werd. Wivina zou aldaar zijn overleden op 17 december 1170, volgens bepaalde bronnen zou Emwara haar hebben opgevolgd als abdis.

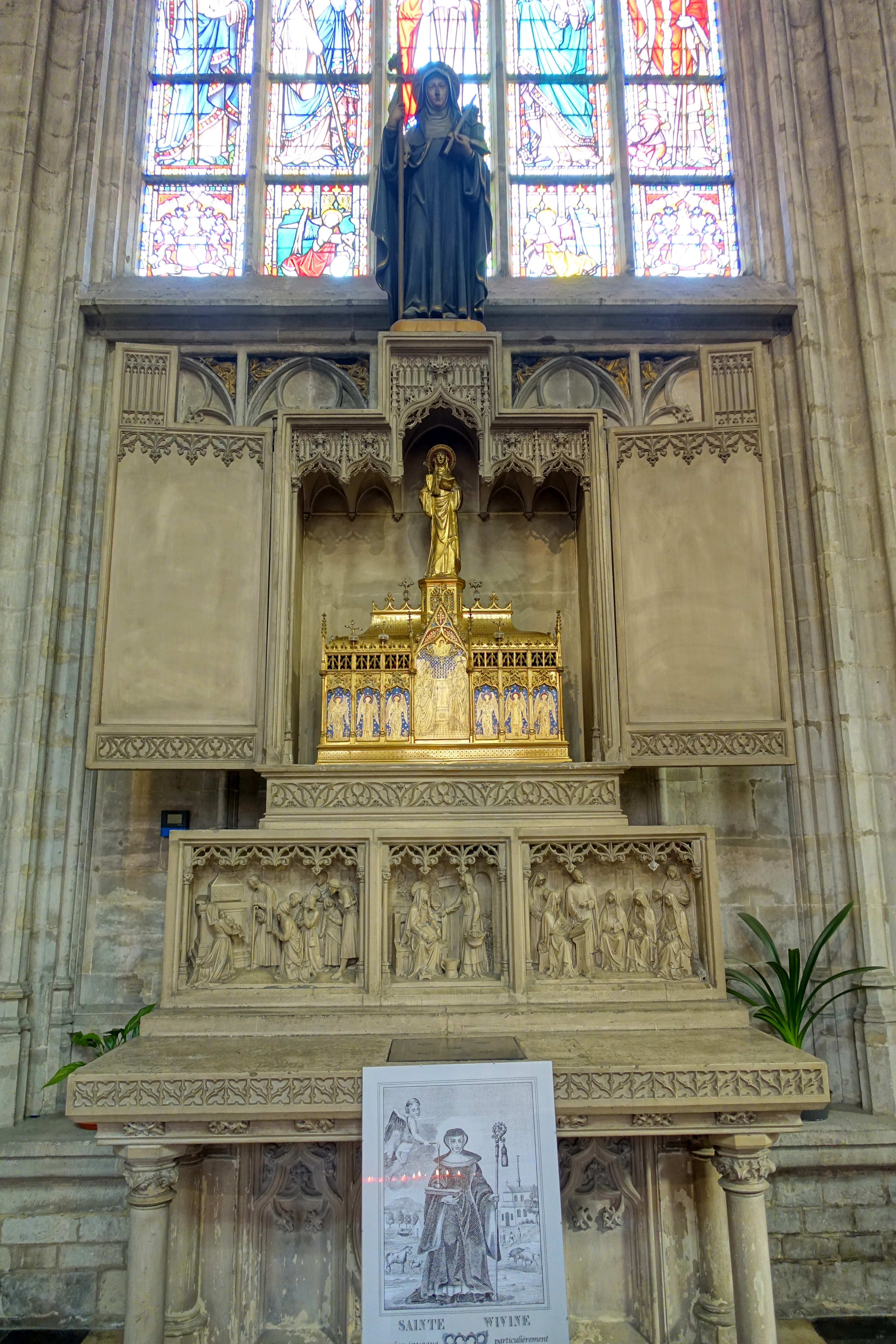
Reliekschrijn van de heilige Wivina van Bijgaarden, afgebeeld met staf en kaars (Zavelkerk, Brussel).

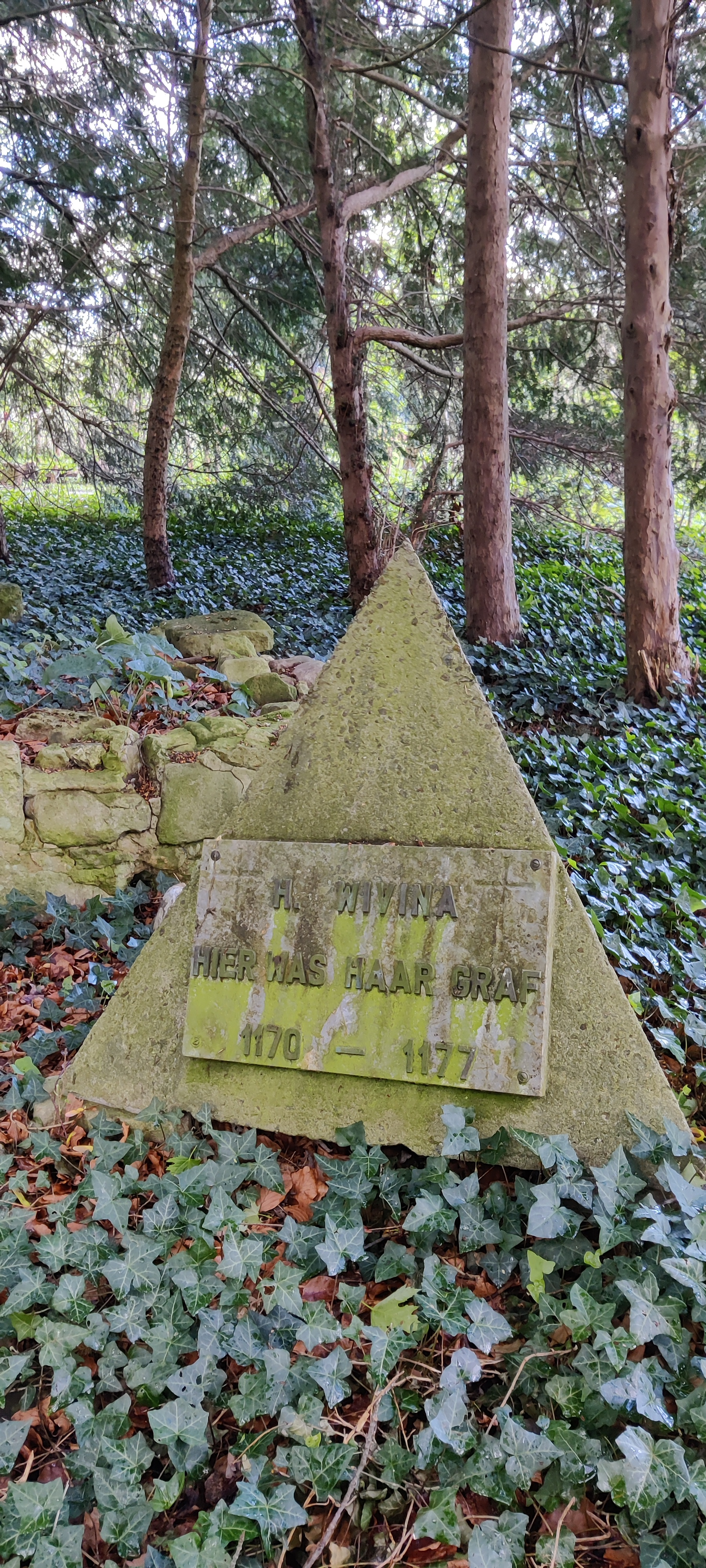
Herdenkingssteen op de plaats van het oorspronkelijke graf op de abdijsite.

In 1796 werden haar beenderen overgebracht naar de Onze-Lieve-Vrouw-ter-Zavelkerk te Brussel. Zowel daar als in de abdij van Bijgaarden (die naar haar vernoemd werd: de Sint-Wivina-abdij) wordt ze nog steeds druk vereerd. In 1812 werd een deel van de relieken overgebracht aan de kerk van Orbais geschonken. Tweejaarlijks op de eerste zondag van mei wordt in Groot-Bijgaarden de Wivinaprocessie gehouden ter ere van Wivina van Bijgaarden. Ook in Burcht (zie Sint-Martinuskerk te Burcht) werd Wivina vereerd.

## Heiligverklaring
Volgens een oude kroniek zou haar zaligheid geopenbaard zijn aan een vrome vrouw, Theda genaamd. Deze had in een visioen een rustbed in de hemel zien staan. Nadat ze vroeg voor wie dat bed bestemd was, had zij als antwoord gekregen dat het de rustplaats van Wivina was.
Toen bisschop Alardus van Kamerijk de kloosterkerk van de abdij officieel kwam inwijden, zouden alle kaarsen in de processie spontaan ontstoken zijn. Toen de processie vervolgens langs het graf van Wivina (in de kerk) passeerden zou de kaars in de hand van priester Ingelbertus, eveneens spontaan, ontbranden.
Andere wonderen die aan haar toegeschreven zijn:
- Ene Nastradus die haar graf had bezocht zou verholpen zijn van zijn kromgegroeide rug. Hij zou zijn kruipplankje hebben achtergelaten en uit dankbaarheid zijn ingetreden in een klooster.
- Ene Hetelina uit Brussel zou, eveneens op haar graf, zijn genezen van een uitzinnige razernij die haar had aangegrepen op het moment van de bevruchting van haar eerste kind.
- Ten slotte zou ook nog ene Innia van Hungersvelt zijn genezen van een vierdaagse koorts door de aanbidding van Wivina.

Zij is de patrones tegen oog- en keelpijn, pyrexie en mond-en-klauwzeer. Ze wordt vaak afgebeeld in kloosterhabijt, met in de ene hand een staf (dit duidt erop dat zij abdis is geweest) en in de andere hand een brandende kaars (die soms door een engel wordt ontstoken). Haar naamdag is op 17 december.